# Chemie-Akademie (Graz)
Die Chemie-Akademie (nach eigener Schreibung auch Chemie Akademie) ist eine 1962 gegründete private Ausbildungseinrichtung mit Öffentlichkeitsrecht in Graz, seit 2024 auf dem Gelände der Wirtschaftskammer Steiermark. Die angebotenen Ausbildungen sind das „Kolleg für Chemie“ und die „Werkmeisterschule für Technische Chemie und Umweltkunde“. Außerdem werden Fort- und Weiterbildungskurse (Berufsreifeprüfung, Vorbereitungskurs für die Lehrabschlussprüfung in Chemie, Sicherheitsseminare) angeboten.

## Geschichte
Die Geschichte der Chemie-Akademie spiegelt die Geschichte zunächst der Professionalisierung, dann der Akademisierung technischer Ausbildungen. 1962 wurde in Graz die Lehranstalt für Chemotechniker gegründet, um einem Mangel an Fachkräften im chemischen Bereich zu begegnen, deren Ausbildungsniveau ähnlich dem von medizinisch-technischen Assistenten sein sollte. Besonders setzte sich Anton Holasek dafür ein, der mit der Ausbildung medizinisch-technischer Assistenten im Bereich Chemie, Biochemie und Laboratoriumstechnik befasst war.
Im Sommer 1962 wurde auf Vorschlag der Fachgruppe der chemischen Industrie der Verein zur Förderung der Lehranstalt für Chemotechnikerinnen mit Sitz in Graz als schulerhaltender Verein gegründet. Die Gründung der Lehranstalt wurde durch die Bundeskammer der gewerblichen Industrie – Sektion Industrie, Fachverband der chemischen Industrie – unterstützt. 1966 wurde die Schule nach dem Privatschulgesetz staatlich anerkannt. Als Privatschule mit Öffentlichkeitsrecht ist die Einrichtung in pädagogischen Belangen der Bildungsdirektion Steiermark, Bildungsregion Zentralraum, unterstellt und wird dort zu den technischen Berufsbildenden Schulen (BMHS) gezählt.
Untergebracht war die Schule zuerst in Räumlichkeiten der Karl-Franzens-Universität. Schon bald bezog die Lehranstalt Räumlichkeiten des Forschungszentrums Joanneum in der Elisabethstraße 11, wo sie bis 2004 verblieb. Von 2004 bis 2024 war die Chemie Akademie in der Brauerei Puntigam eingemietet. Seit Herbst 2024 befindet sich die Chemie Akademie am Gelände der Wirtschaftskammer Steiermark im Rosenhof Haus C.
Seit 1973 erhalten die Absolventen nach dreijähriger Berufspraxis den Berufstitel „Ingenieur“ und sind damit den Absolventen der Höheren technischen Lehranstalten gleichgestellt. Als die Sponsoring-Gelder aus der Industrie nachließen und die Finanzierung der Lehrenden-Gehälter nicht mehr gewährleistet war, übernahm der Bund 2003 deren Gehaltskosten als lebende Subvention. Im Zuge dessen wurde die Lehranstalt in Chemie-Ingenieurschule Graz, Kolleg für Chemie umbenannt.
2009 startete erstmals ein Jahrgang der Werkmeisterschule für Technische Chemie und Umwelttechnik. Diese Ausbildung wird seither alle zwei Jahre angeboten.
2019 wurden die Namen der Schule und des erhaltenden Vereins zu „Chemie Akademie“ geändert, da der Begriff „Schule“ für eine Erwachsenenbildungseinrichtung nicht mehr adäquat war.
Mit Stand 2024 zählte die Chemie-Akademie etwa 85 Studierende und 5 hauptberuflich Lehrende. Es gibt – vor allem bei Diplom-/Abschlussarbeiten – Kooperationen mit chemischen Betrieben in der Steiermark und Kärnten.

## Ausbildungen

### Kolleg für Chemie, Ausbildungsschwerpunkt Technische Chemie
Das Kolleg für Chemie ist eine 4-semestrige Ausbildung zum Chemie-Ingenieur. Ein Unterscheidung zum Universitätsstudium Bachelor Chemie ist der Praxisanteil im Labor von ca. 50 %. Die Ausbildung schließt mit einer Diplomarbeit (während des 4. Semesters) und einer Diplomprüfung ab. Nach dem Abschluss der Ausbildung und 3 Jahren facheinschlägiger Praxis kann man durch ein kommissionelles Fachgespräch die Qualifikation „Ingenieur“ erwerben. Diese Qualifikation ist laut Ingenieurgesetz 2017 gleichwertig dem Bachelor-Abschluss (NQR 6).

### Werkmeisterschule für Technische Chemie und Umwelttechnik
Die Werkmeisterschule für Technische Chemie und Umwelttechnik ist eine 4-semestrige Ausbildung aufbauend auf einer abgeschlossenen Lehre als Chemie-Labortechniker oder in einem chemie-nahen Beruf. Diese Ausbildung wird berufsbegleitend Freitag nachmittags und Samstag ganztags angeboten (mindestens 16 Stunden/Woche). Die Ausbildung schließt mit einer Abschlussarbeit und einer Abschlussprüfung ab. Ebenso wie im Kolleg ist der Erwerb der Qualifikation „Ingenieur“ (NQR 6) durch ein kommissionelles Fachgespräch möglich, jedoch nach 6 Jahren facheinschlägiger Tätigkeit in einem Unternehmen.

### Weitere Lehrgänge
Es werden die folgenden Lehrgänge angeboten:
- Vorbereitungskurs für die praktische Lehrabschlussprüfung in Chemie (in Kooperation mit der Karl-Franzens-Universität Graz)
- Lehrgang "Green Chemistry"
- Berufsreifeprüfung Chemie (in Kooperation mit der BULME Graz)
- Weiterbildung für Chemie-Lehrer (in Kooperation mit der pädagogischen Hochschule Steiermark)